# Zastava Sicilije
Zastava Sicilije je usvojena 1282. godine nakon Sicilijanske večernje. Na zastavi se nalazi triskelion u sredini i glava Meduze s tri stručka pšenice. Boje na zastavi (crvena i žuta), predstavljaju gradove Palermo i Corleone.
Zastava je službeno postala zastava autonomne regije Sicilije u siječnju 2000., nakon čega se mogla koristiti na službenim javnim mjestima (škole, vijećnice).
Zastava je slična zastavi otoka Man.